# Kruhel Wielki
Kruhel Wielki – osiedle nr 21 miasta Przemyśla (jednostka pomocnicza gminy) i część miasta.
Do 31 grudnia 2009 miejscowość była wsią w województwie podkarpackim, w powiecie przemyskim, w gminie Krasiczyn. 1 stycznia 2010 miejscowość została przyłączona do miasta Przemyśla. Mniejszą część Kruhela Wielkiego (46 ha) włączono do Przemyśla już 1 stycznia 1977.
W latach 1975–1998 miejscowość administracyjnie należała do województwa przemyskiego.

## Historia

### Pierwsze wzmianki
Nazwa miejscowości wywodzona jest od ruskiego słowa kruh (koło, okrąg). Najstarsza wzmianka o miejscowości Kruhel pochodzi z roku 1418, kiedy to stanowiła własność Symka i Jerzego z Prałkowiec. Z powodu podziałów własnościowych jeszcze w XV wieku miejscowość została podzielona na Kruhel Wielki i Kruhel Mały (włączony w XX wieku do miasta Przemyśla).

### Wieś jako zastaw
W lipcu 1474 Jerzy Krzyżyc z Prałkowiec pożyczył od radców przemyskich dwadzieścia dwie i jedną trzecią grzywny dając w zastaw wieś Kruhel do czasu spłacenia pożyczki. Pożyczka nigdy nie została spłacona, stąd do początku XX wieku Kruhel Wielki był własnością Przemyśla, zyskując potoczną nazwę Kruhel Miejski.
W 1565 w Kruhelu mieszkało 12 kmieci i 5 zagrodników. W roku 1602 dziedzic Ostrowa i Prałkowiec Maciej Ostrowski próbował wykupić Kruhel Wielki, jednak nie uzyskał na to zgody rady miejskiej.

### Kolejni dzierżawcy
W połowie XVII wieku Kruhel Wielki był dzierżawiony przez mieszczanina przemyskiego Jana Grzegorzkiewicza, natomiast Kruhel Mały stanowił własność sióstr dominikanek z Przemyśla. Siostry dominikanki utraciły Kruhel Mały w wyniku kasacji zakonu w 1772, lecz jeszcze pod koniec XIX wieku miejscowość była nazywana Kruhelem Dominikańskim.
W XIX wieku w Kruhelu Wielkim działał browar, piec do wypalania wapienia, warsztat bielenia płótna oraz karczma. W górnej części wsi wydobywano wapień oraz w mniejszym stopniu marmur, z którego wykonano m.in. figury arcybiskupów Wacława Hieronima Sierakowskiego i Ferdynanda Onufrego Kickiego do katedry lwowskiej.
W kwietniu i maju 1868 w Kruhelu Wielkim, dzierżawionym przez rodzinę magnacką Mniszków, przebywał pisarz Apollo Korzeniowski wraz ze swoim synem Józefem Korzeniowskim. W tym czasie Apollo prowadził rozmowy i korespondencję z księciem Adamem Sapiehą na temat uczestnictwa w redagowaniu mającego powstać w Krakowie pisma Kraj.

### XX wiek
W II Rzeczypospolitej wieś w powiecie przemyskim w województwie lwowskim.
W roku 1920 Kruhel Wielki został wydzierżawiony przez ks. Jana Balickiego dla potrzeb zakładu dla dziewcząt, prowadzonego przez siostry Opatrzności Bożej. Zakład rozpoczął działalność 1 marca 1920 pod nazwą Dom Bożego Miłosierdzia. Siostry zakonne oprócz pracy w zakładzie prowadziły też szkołę podstawową dla dzieci mieszkańców wsi. Zakład został zlikwidowany we wrześniu 1939 po zaborczym zajęciu Przemyśla i okolic przez Armię Czerwoną. Dziewczęta przebywające w zakładzie rozpędzono, a siostry zakonne przeniosły się do Przemyśla.
Według spisu ludności z 1921 Kruhel Mały liczył 60 domów i 469 mieszkańców (367 wyznania rzymskokatolickiego, 98 greckokatolickiego, 4 mojżeszowego). 449 osób zadeklarowało narodowość polską. Kruhel Wielki miał 68 domów i 402 mieszkańców (85 wyznania rzymskokatolickiego, 298 greckokatolickiego, 19 mojżeszowego). 93 osoby zadeklarowały narodowość polską. W obu częściach wsi istniały majątki ziemskie.
Według spisu ludności z 1939 w Kruhelu Małym mieszkało 800 osób (575 Polaków, 220 Ukraińców i 5 Żydów). W tym samym czasie Kruhel Wielki liczył 590 mieszkańców (490 Ukraińców, 90 Polaków i 10 Żydów).
27 grudnia 1945 oddziały UPA U-4 pod dowództwem Wołodymyra Szczygielskiego ps. „Burłak” i U-7 pod dowództwem Grzegorza Jankowskiego ps. „Łastiwka” spaliły część zabudowy wsi Kruhel Wielki i Mały oraz pobliskich Prałkowiec. Z moździerza ustawionego w Kruhelu Małym oddano jedenaście strzałów w kierunku Przemyśla, z czego dwa pociski spadły na teren dworca kolejowego, trzy w obrębie koszar i dwa na terenie szpitala wojskowego przy ulicy Słowackiego. W wyniku ostrzału w mieście wybuchła panika. Łącznie w latach 1944 - 1946 nacjonaliści ukraińscy z OUN-UPA zamordowali tutaj 14 Polaków.
Ukraińską część ludności wywieziono w większości do ZSRR w marcu 1946.

### Przyłączenie do Przemyśla
1 stycznia 1977 do miasta Przemyśla przyłączona została część obszaru wsi Kruhel Wielki o powierzchni 46 ha.
W roku 2008 rada miasta Przemyśla rozpoczęła starania o powiększenie obszaru miasta poprzez przyłączenie sąsiadujących sołectw. Wśród miejscowości wytypowanych do przyłączenia znalazł się Kruhel Wielki. W konsultacjach społecznych wzięły udział 123 osoby na 142 uprawnionych, z czego 77 było za przyłączeniem do miasta. Zgodę na przyłączenie wydała również Rada Gminy Krasiczyn oraz Rada Powiatu Przemyskiego. 28 lipca 2009 zgodę na przyłączenie wydało MSWiA oraz Rada Ministrów. Sołectwo Kruhel Wielki weszło w skład miasta Przemyśla 1 stycznia 2010.

## Zabytki

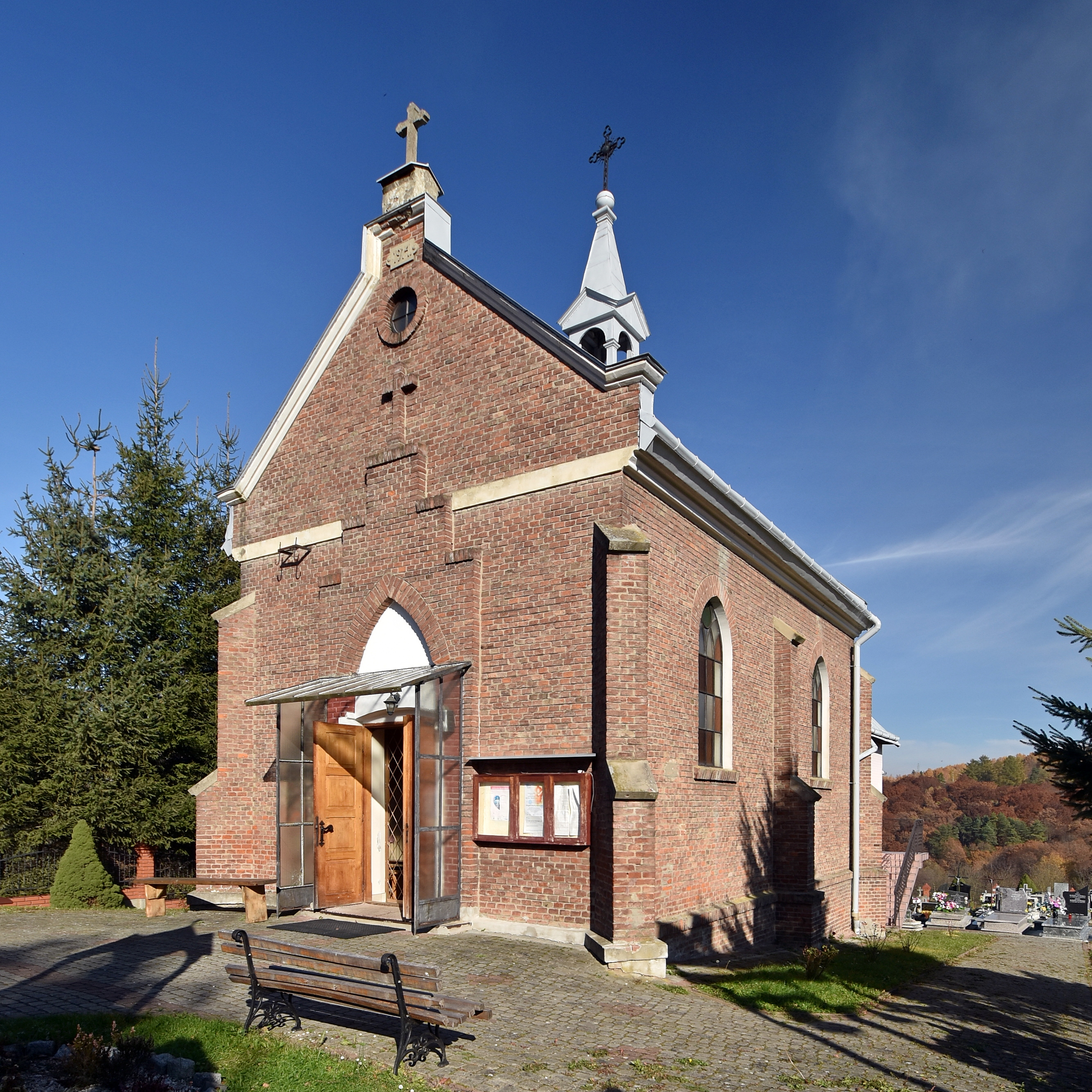
Murowany neogotycki kościół z roku 1914 w Kruhelu Wielkim

Miejscowość leży na szlaku architektury drewnianej województwa podkarpackiego – we wsi znajduje się drewniana cerkiew greckokatolicka pw. Wniebowstąpienia Pańskiego z pierwszej połowy XVII wieku, będąca jedną z najstarszych istniejących w Polsce cerkwi. Obok znajduje się dzwonnica o konstrukcji słupowej z XVIII wieku.
W obu częściach wsi znajdują się neogotyckie kościoły zbudowane na początku XX wieku. Kościół w Kruhelu Wielkim powstał w 1914. Wokół niego znajdują się nieoznakowane mogiły żołnierzy austro-węgierskich i rosyjskich poległych w latach 1914–1915.
Wśród zabudowy obu części wsi można spotkać jeszcze drewniane domy konstrukcji przysłupowej.
Na terenie wsi znajdują się pozostałości systemu obronnego Twierdzy Przemyśl. Na południe od Kruhela Wielkiego leży fort pomocniczy VIb Lipnik ukończony w roku 1905, należący do pierścienia zewnętrznego twierdzy. Do pierścienia pomocniczego należała bateria Kruhel składająca się z połączonych wałem trzech małych baterii 3A, 3B i 3C.